# راجح الشمري
راجح فرحان مبارك الرمالي الشمري هو متسابق راليات بدأ في المنافسة عام 2006 كـملاح للكابتن فيصل الشمري في رالي حائل الدولي وقد حقق المركز الرابع في الترتيب العام للرالي وعاد مجدداً للمشاركة في رالي حائل عام 2007 وحقق المركز الأول في الترتيب العام وسمي بـ المقاتل لتحديه الشلل لكسر خمس فقرات في ظهره بسبب مشاركته في رالي جدة بعد طيران مركبته 70 متر في الهواء كل هذا حب في هوايته وتحدي النفود وحس المغامرة لديه.
ولد راجح في قرية ام القلبان شمال حائل 50 كيلو متر في عام 1401 للهجرة.

## الأبناء وتاريخ الميلاد
| تاريخ الميلاد | العمر  | الابناء | العدد         |
| ------------- | ------ | ------- | ------------- |
| 1401هـ        | 38 سنة | 4       | صبيان وفتاتين |

## الجدول التاريخي
مشاركات راجح الرمالي الشمري في رالي حائل فقط بدون المشاركات الخارجية

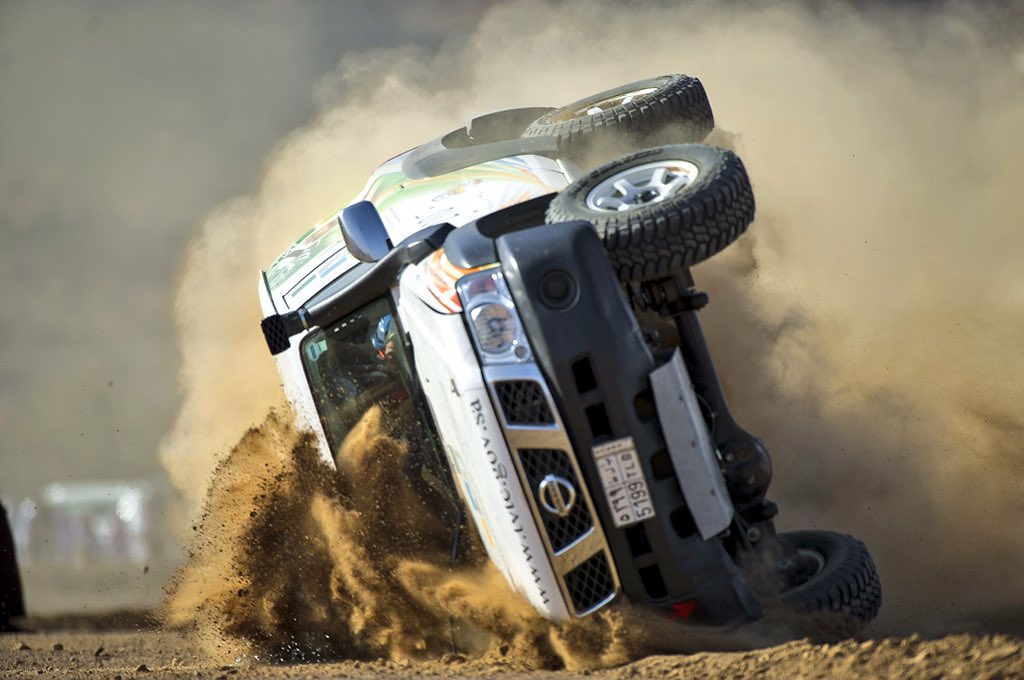
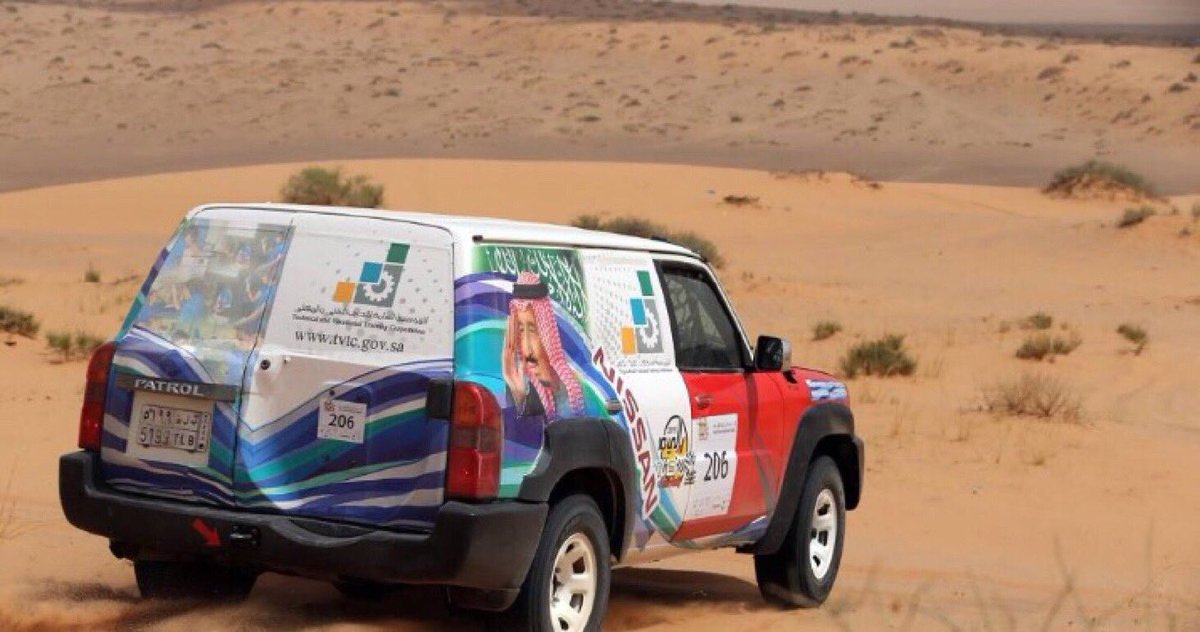
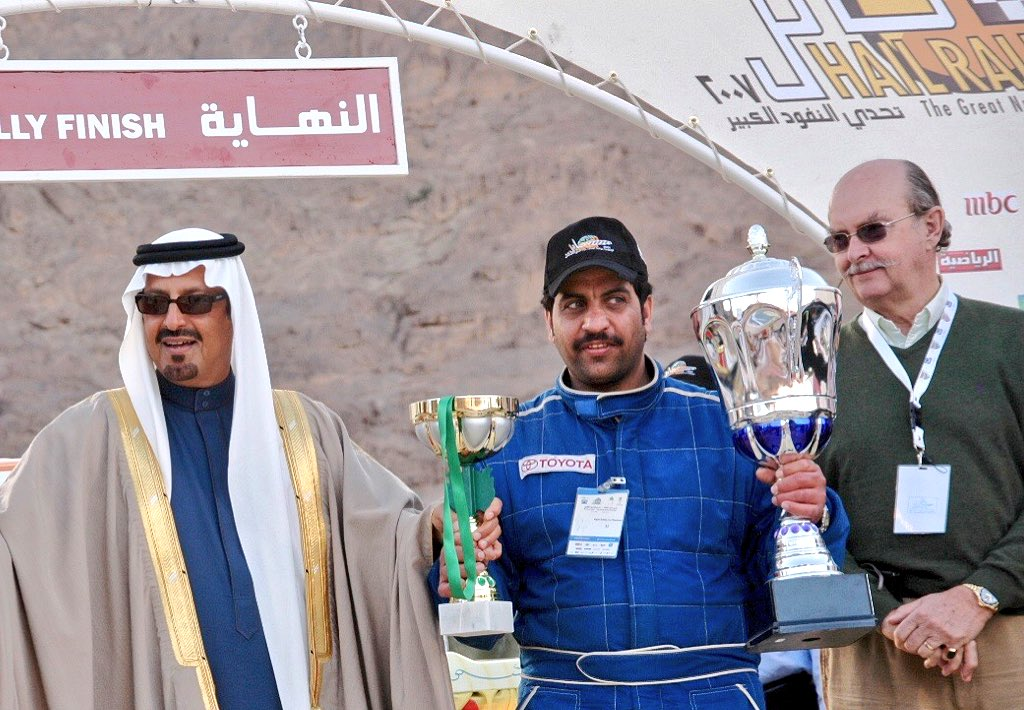
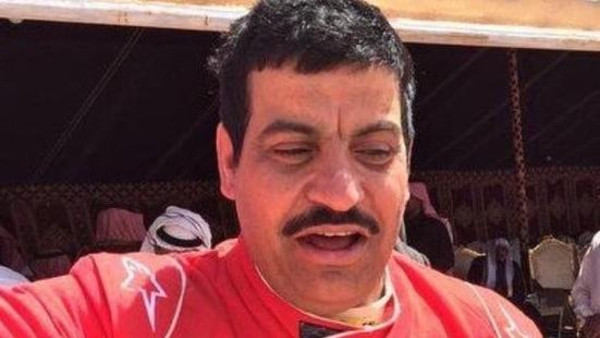
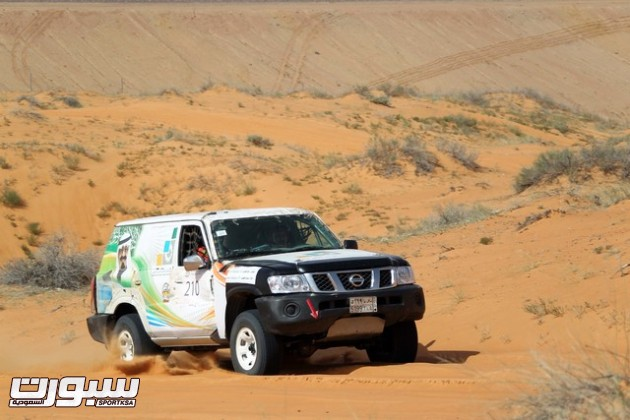

| سنة المشاركة | المركز                                                       | السبب                                 |
| ------------ | ------------------------------------------------------------ | ------------------------------------- |
| عام 2006     | المركز الرابع كـ ملاح مع الكابتن فيصل السكران                |                                       |
| عام 2007     | بطل الرالي                                                   |                                       |
| عام 2008     | انسحاب                                                       | تعطل سيارة الرالي                     |
| عام 2010     | انسحاب                                                       | انقلاب                                |
| عام 2011     | انسحاب                                                       | مشاكل ميكانيكية                       |
| عام 2012     | المركز السابع في الترتيب العام                               |                                       |
| عام 2015     | المركز الأول على فئة الـ T2 وعلى الترتيب العام المركز الثاني |                                       |
| عام 2016     | المركز التاسع على الترتيب العام والمركز الثاني على الـ T2    |                                       |
| عام 2017     | انسحاب                                                       | لـ تظرر خمس من فقرات ظهره في رالي جدة |
| عام 2018     | انسحاب                                                       | لعدم وجود ملاح                        |

## الوفاة
2018\1\21 يوم الاحد ظهراً في تقاطع الكليه التقنية في حائل طريق جبة
04\05\1439هـ يوم الاحد